# Emilio Bello Codesido

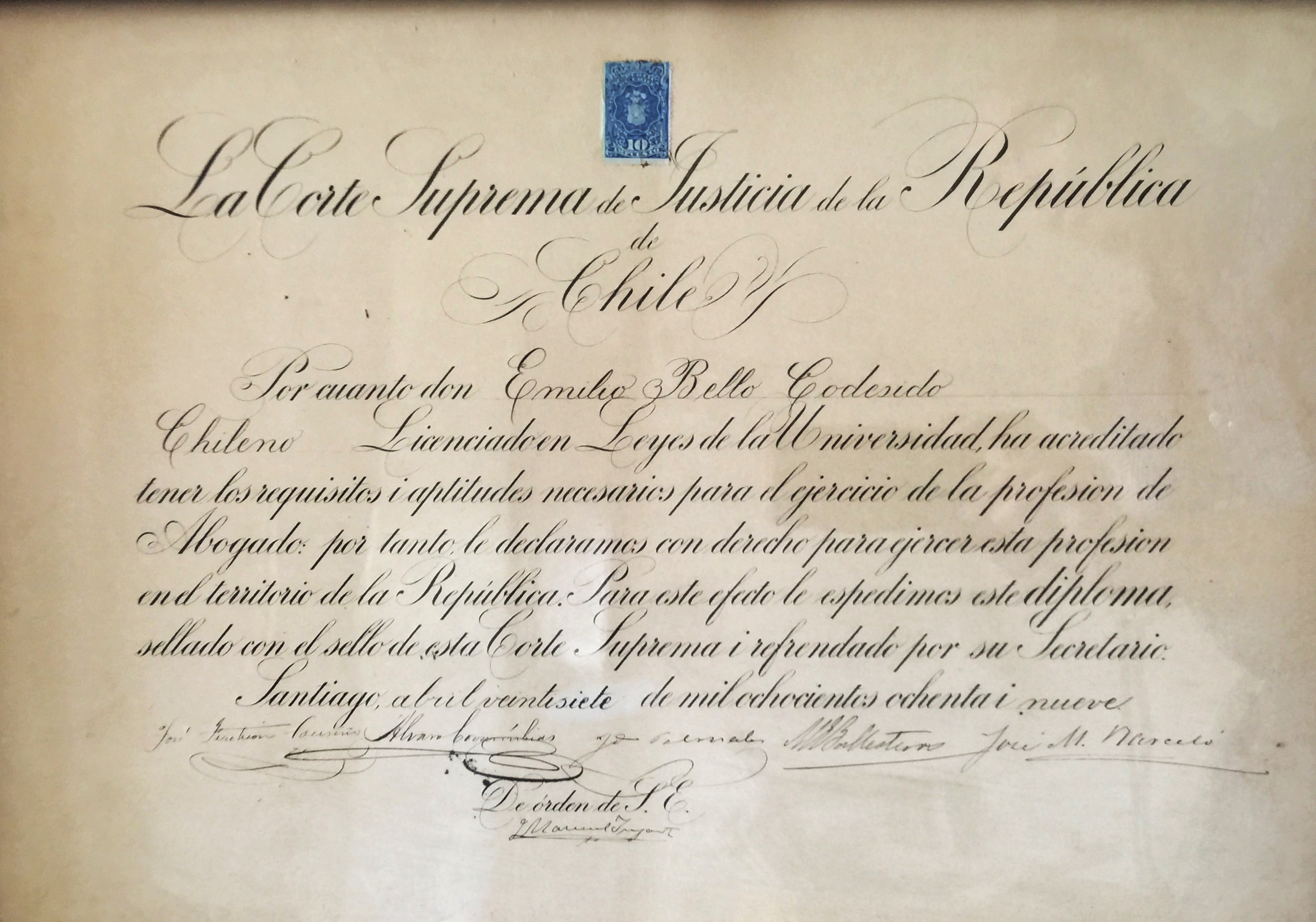
Titel advocaat

Emilio Bello Codesido (Santiago, 31 juli 1868 – aldaar 3 maart 1963) was een Chileens advocaat, diplomaat en staatsman. Van 23 januari tot 20 maart 1925 was hij interim-president van Chili.

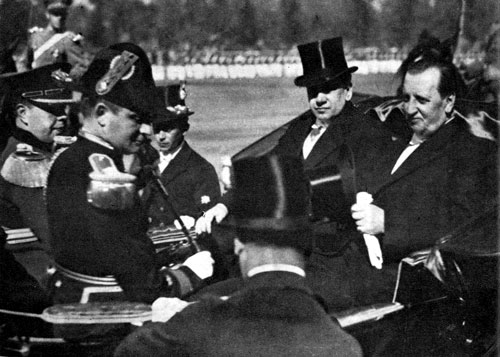
President Arturo Alessandri en Emilio Bello

Emilio Bello was de kleinzoon van Andrés Bello (1781-1865). Hij volgde zijn opleiding aan de Engelse school en het Instituto Nacional om vervolgens rechten te studeren aan de Universiteit van Chili. Hij promoveerde in 1889. Bello engageerde zich voor de liberale partij en was een aanhanger van president José Manuel Balmaceda. Nadat deze laatste na een burgeroorlog (1891) moest aftreden, ging Bello voor korte tijd in ballingschap. Na zijn terugkeer in Chili was hij betrokken bij de oprichting van de Partido Liberal Democrático (Liberaal-Democratische Partij) in Valparaíso. De PLD bood onderdak aan de vroegere aanhangers van Balmaceda.
Bello trad toe tot de diplomatieke dienst en was Chileens ambassadeur in Bolivia en Mexico. Hij was meerdere malen minister van Buitenlandse Zaken (1900; 1904; 1923; 1924), één keer minister van Justitie (1900), eenmaal minister van Binnenlandse Zaken (1904)  en minister van Defensie (1932-1938).

Na de staatsgreep van 23 januari 1925 werd Bello benoemd tot interim-president van Chili en voorzitter van de driekoppige junta in afwachting van de terugkeer van de wettige president, Arturo Alessandri. 
Emilio Bello overleed op zeer hoge leeftijd. Hij was getrouwd met Elisa Balmaceda de Toro, de dochter van president Balmaceda. Dit huwelijk bleef kinderloos. Zijn zus, Ana Bello, was getrouwd met José Rafael Balmaceda, broer van president Balmaceda.